# Poppostein

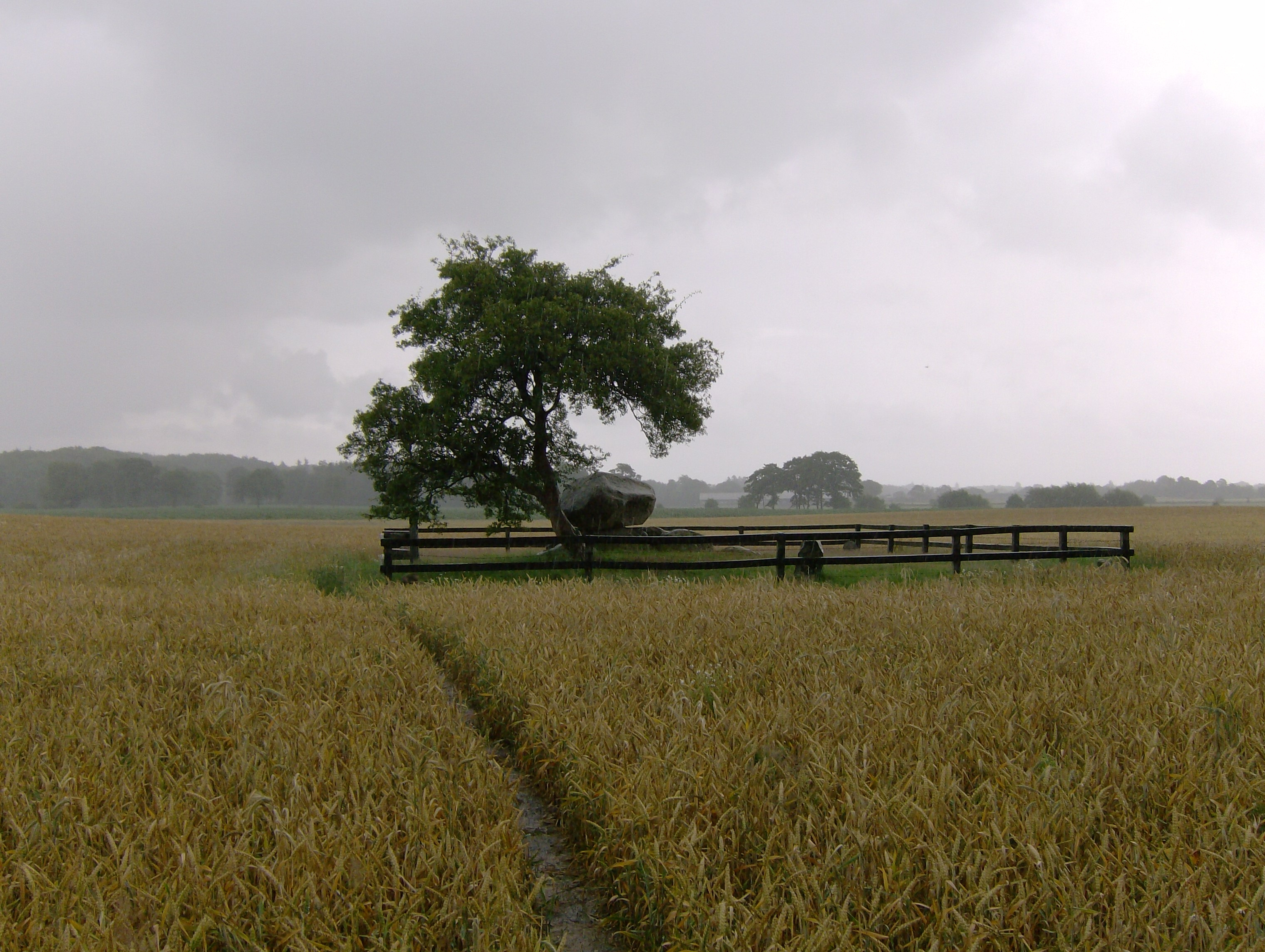
Poppostein (2008)

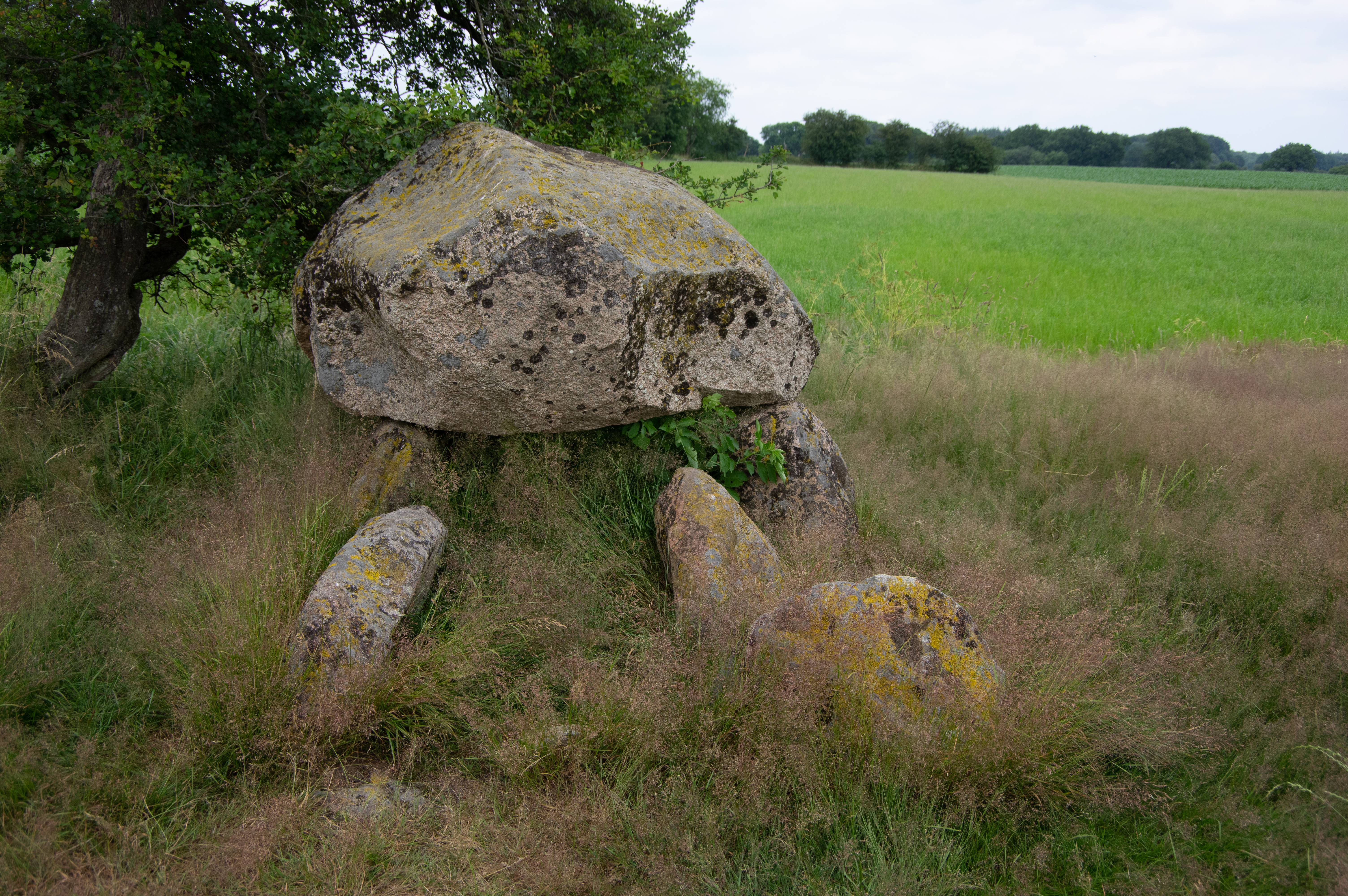
Der Poppostein 2021

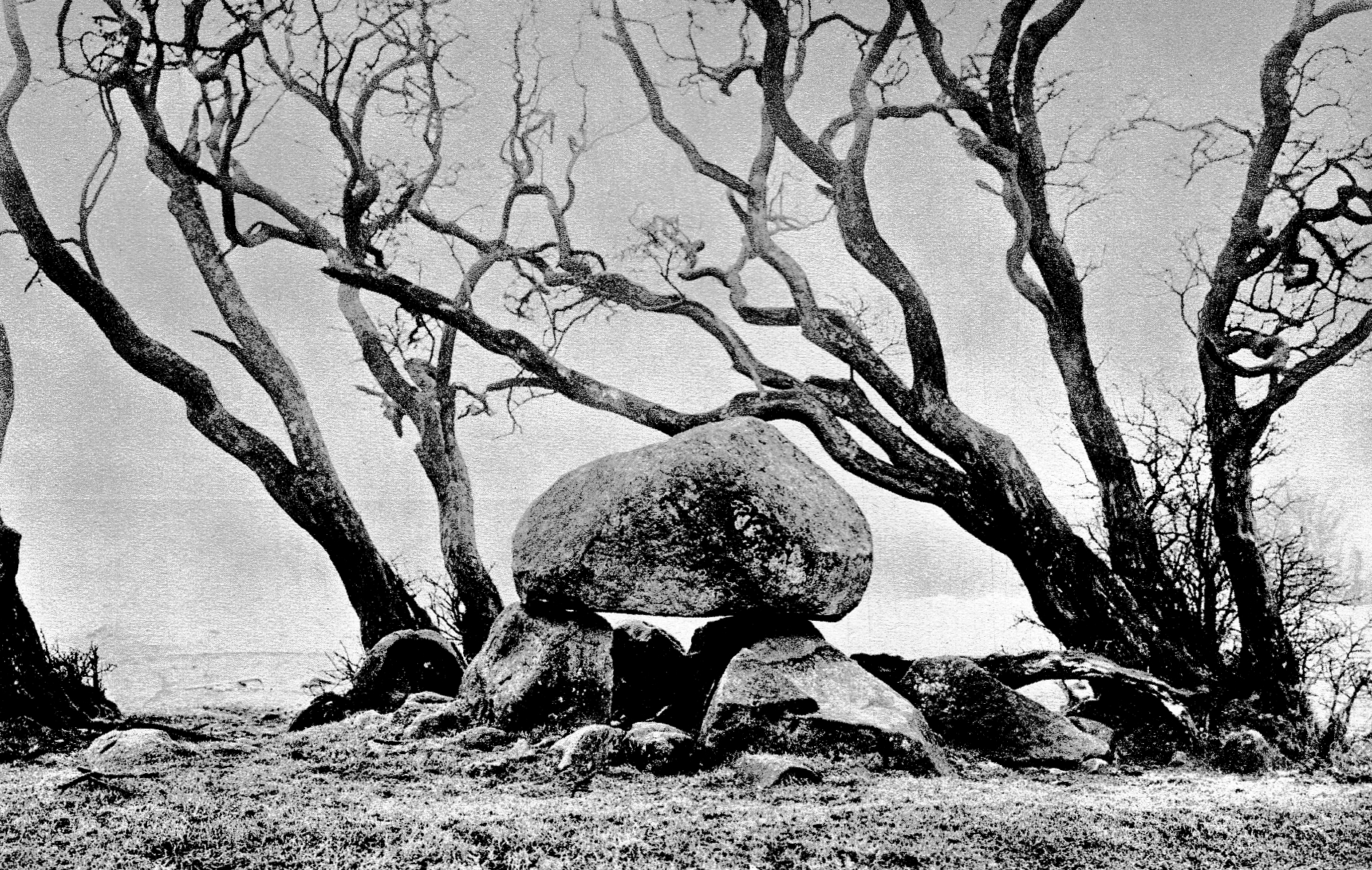
Ansicht um 1936

Der Poppostein (auch Taufstein genannt, dänisch: Popposten(en)) ist ein Hünengrab aus der Jungsteinzeit nahe am Ochsenweg bei Helligbek, Gemeinde Sieverstedt, in der schleswigschen Geest östlich der B76 von Flensburg nach Schleswig. Die Megalithanlage der Trichterbecherkultur (TBK) entstand zwischen 3500 und 2800 v. Chr.

## Beschreibung
Die etwa 2,4 m lange Anlage war früher von einem Erdhügel überdeckt. Heute liegen die Steine frei. Der Innenraum misst 2,2 × 1,0 m und wird aus zwei Trägersteinen an den Schmalseiten und einen Trägerstein am nördlichen Ende begrenzt. Nach Süden ist der Dolmen offen. Auf dem Deckstein aus Granit, welcher den Namen Poppostein trägt, finden sich 17 eingeriebene, kleine Eintiefungen (dänisch skålformede fordybninger). Die Vorgeschichtsforscher nehmen an, dass sie in der Vorzeit in Verbindung mit kultischen Handlungen in den Stein getrieben wurden. Eine andere These ist, dass dem herausgeschlagenen Steinstaub besonderen Heilkraft zugeschrieben wurde, da die Schalensteine vorwiegend aus einer Granitsorte bestehen, die eine bestimmte chemische Zusammensetzung aufweisen. Die chemischen Elemente, die in den Schalensteinen in natürlichen, unterschiedlichen Verbindungen vorkommen, sind nach Aussage von Jakob Röschmann in der Heilkunde von großer Bedeutung.

## Namensgebung
Oft werden die Sagen um den Bischof Poppo als Namensgeber für den Stein angeführt. Doch wird der Wahrheitsgehalt der Sagen von Wissenschaftlern angezweifelt. So führt der Germanenforscher Freerk Haye Hamkens (1902–1985) den Namen Poppostein auf Poppensteen zurück, abgeleitet vom niederdeutschen Wort Poppe, das Puppe gleich Kind bedeutet. Gegen diese Theorie spricht, dass die Volkssprache der Gegend bis ins 19. Jh. Dänisch, nicht Niederdeutsch gewesen ist. Die Orts- und Flurnamen der Region sind deshalb fast ausschließlich dänischen Ursprungs.
Steine versinnbildlichen seit alters Dauer und Festigkeit, daher dienten sie in vorchristlicher Zeit zugleich als Rechts- und Brautsteine, an denen Recht gesprochen wurde und Ehen geschlossen wurden. Dabei sollen die Schalen in dem Deckstein von einem Brauch bei der Eheschließung herrühren, bei dem mit einem Eheschwert (Aeswird) Funken für ein Feuer geschlagen wurden. Feuer und Wasser stellen die Grundelemente des Haushaltes dar und sollen für Kindersegen sorgen.

## Geschichte
Der Grabhügel ist wahrscheinlich zwischen 3000 und 2700 vor Christus errichtet worden.
Vermutlich wurde der Platz in vorchristlichen Zeit als Thingplatz des Istedsyssels, zu dem neun Harden gehörten, genutzt. Nach dem Brauch, den Thing an vorgeschichtlichen Grabhügeln und Steinsetzungen zu halten, wird auch die Idstedter Gemeinde am Poppostein zusammengetreten sein. Dafür spricht auch, dass es früher in Helligbek ein Wirtshaus gab. Es waren oft an oder in der Nähe von Thingstätten Wirtshäuser angesiedelt, weil hier viele Menschen regelmäßig zusammenkamen. Aus diesem Grund eignete sich der Ort später auch gut zur Christianisierung der Bevölkerung.
An der Megalith-Anlage soll der Schleswiger Bischof Poppo einer Sage nach im 10. Jahrhundert Heiden getauft haben. Im Jahr 960 soll er den dänischen König Harald Blauzahn Gormsson († 985, einer der Bauherren des Danewerkes) im nahen Jütenbach getauft haben, nachdem er ihn von der Macht des Christentums überzeugt hatte, indem er mit bloßen Händen glühendes Eisen trug. Seitdem soll der Bach Helligbek (dänisch für heiliger Bach) heißen. Zu den Heiden gepredigt haben soll Bischof Poppo von einer nahegelegenen Kuppe, die heute im Vorgarten des Hofes Poppholz liegt. Sie wird deshalb auch Kanzel genannt. In einer weiteren Sage wird das Feuerwunder durch das Abbrennen eines mit Wachs getränkten Hemdes am Leib von Missionar Poppo beschrieben und der Stein soll vom erzürnten Teufel auf Poppo geschleudert worden sein.
Andere Quellen berichten, dass sich der dänische König erst 974/975 nach einer Niederlage einer Zwangstaufe durch den Hamburger Erzbischof Adaldag, der einer Königstaufe angemessen war, unterziehen musste und dass das Feuerwunder von Poppo als Grund für die freiwillige Taufe als Geschichtsschönung gelten könne. Demnach sollte durch diese Geschichtsschönung von den Dänen eine Niederlage und die Zwangschristianisierung durch die Deutschen vertuscht werden.
1859 kaufte der dänische König Friedrich VII. den Grabhügel. Der Platz ist seitdem von sechs Grenzsteinen umgeben, in die das dänische Wappen und die Jahreszahl gemeißelt sind. Heute ist das Grab in Landesbesitz und steht unter Denkmalschutz.